# 平戸ユースホステル
平戸ユースホステル（ひらどユースホステル）は、日本ユースホステル協会に加盟していた長崎県のユースホステル。別称「グラスハウス」。
2階建てで、玄海灘が広がる立地が売りだった。2019年7月31日にユースホステルとしては閉館し、以後は洋風民宿として営業を続けている。

## 設備
- 個人や小グループに適している
- 余裕があればグループで一室利用可
- ゲストルームあり
- 駐車場あり
- 会議室あり
- 洗濯機あり
- 乾燥機あり
- 荷物預かりあり
- 周辺にスポーツ施設あり
- 施設内に温泉あり

## アクセス
- 松浦鉄道たびら平戸口駅より徒歩15分。